# Sida ovalis
Sida ovalis là một loài thực vật có hoa trong họ Cẩm quỳ. Loài này được Kosteletzky miêu tả khoa học đầu tiên.